# Огдемер
Огде́мер (бел. Агдэмер, полесск. Agdémer) — деревня в Дрогичинском районе Брестской области Беларуси. Входит в состав Дрогичинского сельсовета.

## Географическое положение
Деревня располагается в 10 километрах от районного центра — города Дрогичина, находясь на восточной границе Дрогичинского района. Через Огдемер проходит шоссе Пинск—Кобрин, в деревне имеется остановка пассажирского транспорта. По южной окраине населённого пункта проходит одноколейная (на данном участке) железнодорожная линия для пригородных маршрутов, соединяющая Брест и Лунинец; имеется железнодорожная остановка «Огдемер».

## История
По одной из версий, первоначальное название деревни и некоторых других населённых пунктов появилось во время Великого переселения народов, когда на Полесье пришли племена восточных германцев — готов. Исследования показывают, что название могло произойти из древнегерманского языка.
Впервые в летописях деревня упоминается под названием Идемер в 1630 году, когда территория, на которой располагается деревня, находилась под властью Речи Посполитой. В 1770 году деревня получила название Гдемер, нынешнее название — в 1870 году.
На карте 1750 года дорога, проходящая через деревню, значилась трактом. Деревня имела удачное размещение и привлекала внимание шляхты.
С 1795 по 1920 год Огдемер был в составе Вороцевичской волости Кобринского уезда, который был образован на территории Российской империи. В 1860 году в этом регионе находились панские владения, вошедшие в историю под названиями Огдемер-1 и Огдемер-2. Владельцами поместий являлись пан Заблодский и пани Куровская соответственно, каждому из них в Огдемере принадлежало около 46 ревизских душ. В 60-е годы XIX века в Огдемерской сельской общине проживало 369 ревизских душ (167 мужчин и 202 женщины). Они относились к поместьям Огдемер, Островский, Гасувка, Гута и Керсувак. Рекорд численности жителей (573 человека) деревня установила согласно переписи населения 1905 года. В Огдемере имелось начальное училище наряду с немногими другими населёнными пунктами, имевшими городской статус.
Во время Первой мировой войны, когда территория уезда была оккупирована немецкими войсками, численность населения деревни уменьшилась, многие жители оказались в роли беженцев. Жители, имевшие в деревне свои земельные наделы, вернулись туда после войны, но столкнулись с трудностями по выращиванию урожая. Другие бывшие жители деревни (287 человек — половина довоенного населения) не вернулись, оставшись на более плодородных землях Калужской и Воронежской губерний.
В 1921 году после подписания Рижского договора Огдемер в составе Западной Белоруссии перешёл под власть Польши, оказавшись в составе Вороцевичской гмины. В то время в Огдемере имелось 79 дворов (31 из которых не был заселен, поскольку их владельцы не вернулись из беженцев Первой мировой войны) и проживало 286 человек (из них 244 человека — православные, 36 — католики, 6 — иудеи). В 1930-е годы в Огдемере находилось 117 дворов. Работала начальная школа. Огдемер был под властью Польши до 1939 года, когда состоялось обратное присоединение Западной Белоруссии к БССР.
С 1991 года Огдемер — часть Республики Беларусь. По состоянию на 1 января 1995 года в деревне находилось 135 дворов и проживало 254 человека.
До 2013 года Огдемер являлся частью Гутовского сельсовета. 17 сентября 2013 года, в соответствии с решением Брестского областного Совета депутатов, Гутовский сельсовет был упразднён, а деревня Огдемер вместе с остальными населёнными пунктами упразднённой территориальной единицы вошла в состав Дрогичинского сельсовета.
В настоящее время в деревне имеется публичная сельская библиотека. На южной окраине деревни располагается кладбище.

## Культура
- Обряд проводов зимы — Деркачи[5]

## Достопримечательности
- На южной окраине деревни в районе гражданского кладбища сохранилось кладбище солдат Первой мировой войны[6].
- Шоссе, проходящее через деревню, было вымощено трилинкой в первой половине XX века и сохранилось до сих пор.